# Aua da Val Mora
Die Aua da Val Mora (italienisch: Torrente Val Mora) ist ein rund 12 Kilometer langer rechter Zufluss des Ova dal Gall (italienisch: Acqua del Gallo) im Schweizer Kanton Graubünden und in der italienischen Region Lombardei. Sie durchfliesst das Val Mora und besitzt eine Länge von 11,8 km, wovon 11,4 km in der Schweiz und 400 m in Italien liegen.
Dem Bachlauf folgt vom Quellgebiet bis zur Alp Sprella die 4. Etappe (Sta Maria–Buffalora) des Nationalpark-Panoramawegs (Wanderroute 45). Bei der Alp Sprella zweigt ein weiterer Wanderweg ab, der dem Bach bis zum Passo di Val Mora folgt.

## Geographie

### Verlauf
Die Aua da Val Mora entspringt im Gebiet Döss Radond auf etwa 2235 m ü. M. einer Quelle am Nordwesthang des Monte Forcola. Nach kurzem Lauf nach Norden erreicht sie ein Flachmoor, in das ein weiterer Bach einmündet. Dieser entspringt östlich des Moores an einer Moräne, welche die Wasserscheide zum Val Vau bildet, das über die Etsch in die Adria entwässert. Daher wendet sie sich hier nach Nordwesten und durchfliesst oberhalb von La Stretta einen Engpass. Am linken Ufer entspringen hier mehrere Quellen, die sich in zwei Zuflüssen sammeln. Sie passiert die rechtsufrig gelegene Alphütte La Stretta und fliesst mäandrierend der linksufrigen Einmündung des Wassers aus dem Val Schumbraida entgegen. Dieses mündet in einem flachen und bis zu rund 100 Metern breiten Schwemmfächer ein, der sich direkt unterhalb des Cuclèr da Jon Dad Onsch erstreckt.

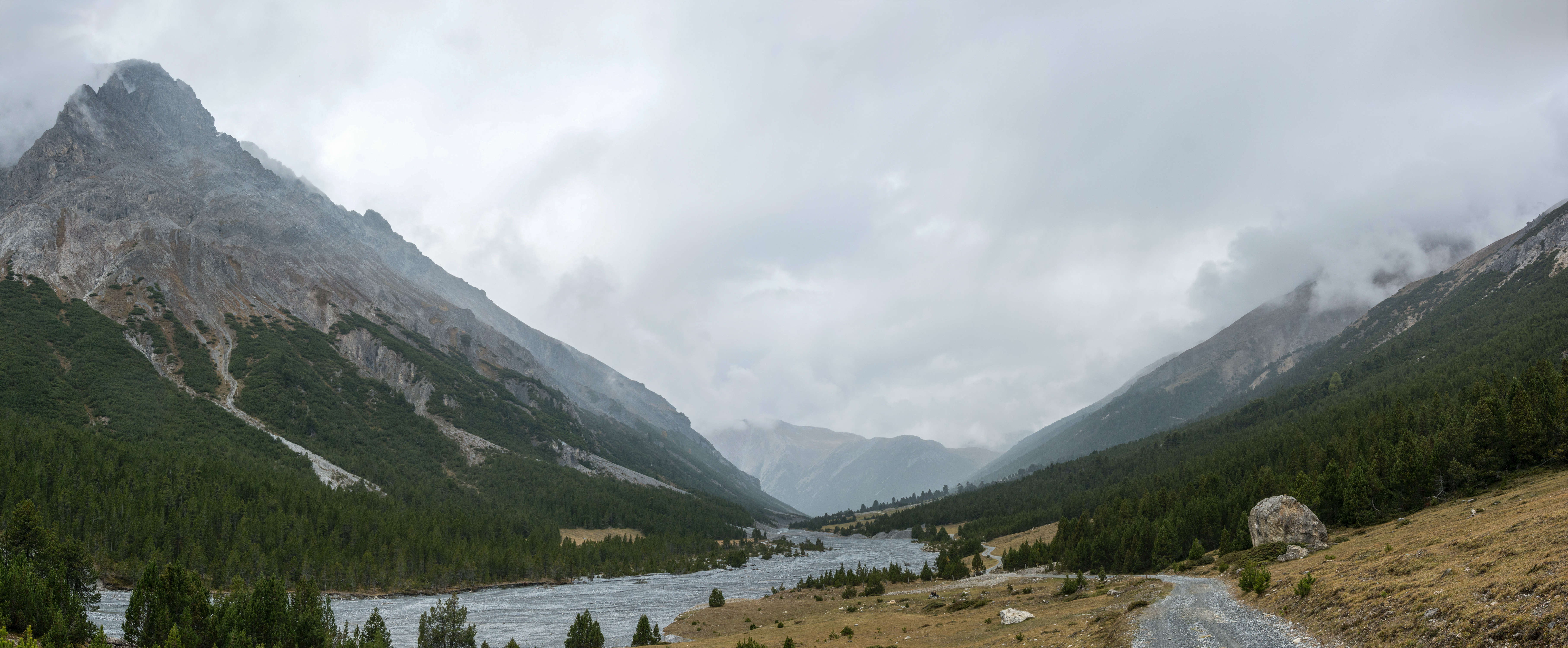
Der Bach bei der Alp Sprella

Es mündet von rechts der Bach aus dem Val da la Crappa, während sie linksufrig eine teilweise mit Wasser aufgefüllte Doline passiert. Gleich darauf nimmt sie von links den Bach aus dem Val da Tea Fondada auf, nach dessen Einmündung sich das Bachbett verbreitert und nun oft verzweigt. Am rechten Ufer folgt die Alpweide Plazza Gronda, nach der sich von links das Wasser aus dem Val Magliavachas in den Bach ergiesst. Sie passiert den rechtsufrig gelegenen Felsbrocken Pedra Grossa sowie danach die Alp Praveder, bei der das Val da la Rena einmündet. Kurz darauf folgen ebenfalls am rechten Ufer die Alp Sprella und gleich anschliessend die Alp Mora. Hier mündet zuerst von links ein namenloses Tal vom Berg Mona d’Immez her, danach von rechts das Wasser der Täler Val Gronda und Val da Munt Pitschen, bevor linksseitig der Bach aus dem Val Murtaröl einmündet.
Nach der Einmündung des Val da las Funtaunas von rechts wendet sie sich in einem Bogen nach Südwesten. Sie durchfliesst zugleich das Gebiet Palüetta, während das Tal enger wird und die Wälder nun beidseitig bis ans Ufer reichen. Bei Il Grass, beim rechtsufrig gelegenen Abhang Las Palas, wird sie von einem Wanderweg überbrückt. Sie fliesst zwischen der Cima del Serraglio und dem Mon’Ata hindurch und überquert auf 1895 m ü. M. beim Passo di Val Mora und unterhalb des Piz Mon’Ata die Staatsgrenze.
Direkt hinter der Grenze bildet sie eine kurze Schlucht, ehe die Aua da Val Mora auf 1863 m s.l.m. von rechts in den kürzeren Ova dal Gall einmündet.

### Einzugsgebiet
Das Einzugsgebiet der Aua da Val Mora misst etwa 40 km², wovon 39,91 km² in der Schweiz liegen. Davon sind 63,3 % unproduktive Fläche, 16 % bestockte Fläche, 15,7 % Landwirtschaftsfläche, 2,3 % Gletscher und Firne, 1,1 % Gewässerfläche sowie 0,1 % Siedlungsfläche.
Es erreicht am Piz Murtaröl eine maximale Höhe von 3173 m ü. M., die durchschnittliche Höhe beträgt etwa 2455 m ü. M. und der mittlere Jahresniederschlag liegt bei rund 1332 mm.

## Naturschutz
Entlang der Aua da Val Mora finden sich mehrere Schutzgebiete, so sind einzelne Bachabschnitte im kantonale Aueninventar eingetragen. Dazu gehört das Objekt Eras Dora unterhalb des Quellgebiets, der Abschnitt zwischen La Stretta und der Alp Praveder unter dem Objektnamen Plazzetta sowie die Auen Alp Mora und Palüetta zwischen dem Val da Munt Pitschen und Il Grass. Kurz nach der Quelle erstreckt sich das Flachmoor Döss Radönd, welches nationale Bedeutung besitzt. Am Oberlauf und Mittellauf werden die Talhänge von mehreren Trockenwiesen und -weiden von kantonaler Bedeutung eingenommen.